# El comecocos
El comecocos fue un concurso de televisión, producido por Tintachina TV (productora filial de La Fábrica de la Tele) y emitido en Cuatro desde el 21 de noviembre de 2011, a las 18:30 horas. Este formato sistutuyó al formato de Roberto Vilar, que ocupaba esa franja horaria de la cadena con el concurso Salta a la vista. Fue un formato emitido de lunes a viernes en la franja de tarde de la cadena.

## Historia
El 1 de julio de 2011, la productora inició el casting de este concurso en Barcelona y no fue hasta el 31 de agosto cuando se cerró la primera fase.
El 8 de agosto de 2011, Cuatro confirmó la producción de este proyecto para las tardes de la cadena, donde se alío con la productora de Sálvame para preparar el talent show en el que se encuentre al mejor comunicador del país. No fue hasta septiembre del mismo año, cuando la productora comenzó a probar a los primeros "posibles" participantes.
Un mes después, el 13 de octubre de 2011, varios portales de información se hicieron eco de que la producción del programa está al caer y que entre el jueves 13 y viernes 14 de octubre se grabaría el piloto de este nuevo formato.
El programa se preestrenó el viernes 18 de noviembre, a las 21:30 horas en Cuatro, mostrando a los espectadores las fases de casting y los seleccionados a participar en este concurso. Así, a partir del 21 de noviembre la cadena ofreció a los espectadores su emisión en las tardes para intentar levantar la audiencia que conseguía tanto Castle como Salta a la vista.
El comecocos fue estrenado el 21 de noviembre de 2011 en Cuatro, con más de 360.000 de espectadores y un 3,2% de cuota de pantalla. Fue un concurso presentado por Ruth Jiménez que sustituye a la segunda entrega de Salta a la vista. Este programa, fue emitido durante las tardes de lunes a viernes y puso a prueba la capacidad de los concursantes que se enfrentaron al jurado y tuvieron que descubrir al mejor comunicador del país.
El 12 de diciembre de 2011, Mediaset España decidió poner punto final al talent show de Cuatro y precipitar el final de El Comecocos al viernes 16 de diciembre debido a sus bajos índices de audiencia. Así, la cadena retiró de su parrilla el talent de oradores tras elegir a su ganador, y reconvertirlo la próxima semana en Dale al REC, un concurso de memoria rápida.
Tras las bajas audiencias y viendo sus expectativas no cumplidas, Mediaset España canceló el espacio vespertino de Cuatro. La última emisión del programa fue el viernes 16 de diciembre de 2011.

## Mecánica
El programa buscaba a personas mayores de 18 años que tuviesen una clara capacidad oratoria y que se pudieran enfrentar sin ningún tipo de vergüenza a una cámara de televisión, los cuales tuvieron que seducir a los espectadores con sus palabras.

## Equipo técnico
- Producción: La Fábrica de la Tele / Tintachina TV
- Producción ejecutiva: Óscar Cornejo / Adrián Madrid
- Dirección: Oriol Jara

### Presentadores
- 2011 Ruth Jiménez

### Jurado
- Mercedes Milá
- Albert Rivera

## Plató
'El Comecocos' contó un espectacular plató. Se trata del plató más vertical del mundo. En total serán ocho pisos de gradas que acogerán a uno de los públicos más numerosos del actual panorama televisivo. El plató cuenta con una capacidad para 600 personas, hambrientas de espectáculo y dispuestas a ser cautivadas y seducidas por los gladiadores de la palabra. Como si de un circo romano se tratara, El Comecocos presenta un plató circular en cuyo centro se colocarán los oradores con sus atriles. El público formará el jurado popular, pero el programa también contará con un "jurado profesional" formado por rostros de Telecinco y de Cuatro.

## Audiencias
| Media semanal | Media semanal | Media semanal                              | Media semanal | Media semanal |
| Temporada     | Programa(s)   | Emisión                                    | Espectadores  | Cuota         |
| ------------- | ------------- | ------------------------------------------ | ------------- | ------------- |
| 1             | 1 - 5         | Semana 1: 21 a 25 de noviembre             | 263.000       | 2,4%          |
| 1             | 6 - 9         | Semana 2: 28 de noviembre a 1 de diciembre | 180.000       | 1,7%          |
| 1             | 10 - 12       | Semana 3: 5 a 9 de diciembre               | 148.000       | 1,4%          |
| 1             | 13 - 17       | Semana 4: 12 a 16 de diciembre             | 136.000       | 1,3%          |
| 1             | 17            | 21 de noviembre al 16 de diciembre de 2011 | 182.000       | 1,7%          |